# دار نشر الأكاديميات الوطنية
دار نشر الأكاديميات الوطنية (بالإنجليزية: National Academies Press)‏ وتعرف اختصارًا NAP، هي دار نشر تأسست لنشر تقارير الأكاديميات الوطنية للعلوم والهندسة والطب والأكاديمية الوطنية للهندسة والأكاديمية الوطنية للطب ومجلس البحوث الوطني. تنشرُ حوالي 200 كتاب سنويًا حول مجموعة واسعةٍ من المواضيع في العلوم.